# 克拉倫斯·托馬斯
克拉倫斯·托馬斯（Clarence Thomas，1948年6月23日—），美國法學家。自1991年以來擔任美國最高法院大法官，他是美國最高法院繼瑟古德·马歇尔後第二位非裔美國人大法官，也是第一個於二戰戰後出生的大法官，他属于美國最高法院大法官的保守派。

## 背景
托馬斯出身貧寒，靠曾是黑奴後代的外祖父撫養長大。聖十字學院和耶魯法學院畢業後，曾在教育部任職，1982年獲罗纳德·里根總統任命為公平就業機會委員會（EEOC）主席。

## 大法官
1991年，老布什總統提名托馬斯为大法官，接替另一位黑人法官瑟古德·馬歇爾。
在美國參議院國會聽證會的审批流程中，一份联邦调查局对托馬斯在「美國公平就業機會委員會」（EEOC）的黑人女助理安妮塔·希爾（法律教授）的询问笔录泄漏，其中安妮塔称托馬斯在工作期间性骚扰她。在后来的国会听证会上，安妮塔指托馬斯曾對她说过一些性暗示的话，让她感到压力和难堪，对她构成性騷擾。国会对其他工作人员的调查未能确认性骚扰的事实。
托馬斯強烈反對墮胎和平權法案的立場，获得共和党、右翼的支持，但受到许多民主党及左翼的反对。最终美國參議院中以52比48票微小差距通過了托馬斯的任命。41名共和黨及11名民主黨的參議員投下贊成票，46名民主黨人及2名共和黨參議員投反對票。

### 在任期間收受富豪利益爭議
2004年《洛杉磯時報》報導托馬斯多次從一名親共和黨的地產投資富商哈倫·克勞收受禮物，其中包含一本價值一萬九千美元原屬於廢奴民運人士弗雷德里克·道格拉斯的聖經及一磚價值一萬五千美元的亞伯拉罕·林肯總統半身像。2011年《政客》報導克勞向托馬斯妻子創辦的茶黨團體捐贈五十萬美元並向她支付十二萬美元的薪酬。克勞送贈了一幅托馬斯夫妻畫像，克勞的報稅資料顯示他的基金會給托馬斯的母校耶魯法學院的「托馬斯大法官肖像基金」捐贈十萬零五千美元。2023年非謀利獨立媒體《ProPublica》揭發過去二十多年間克勞每年都會招待托馬斯到位於加州波希米亞叢林和紐約州阿第倫達克山脈的私人山莊度假，又免費讓托馬斯搭乘私人飛機和私人超級遊艇到印度尼西亞遊玩，如果是自費的話乘搭私人飛機和遊艇的費用將會超過五十萬美元。《ProPublica》又報導克勞於2014年以十三萬美元從托馬斯收購了托馬斯母親位於喬治亞州的祖屋，原本托馬斯於2010年申報該相關物業的市場估值不超過一萬五千美元。收購完畢後克勞立即花費數萬美元翻新該宅邸，托馬斯的母親直至2020年依然居住在已經被克勞收購的祖屋中。2023年5月，《ProPublica》從托馬斯妻子的朋友兼律司和私校的前僱員查證得知，克勞自2008年起為托馬斯的外甥孫（妹妹的孫子）兼養子馬克·馬丁（Mark Martin）支付入讀兩所私人學府的學費，雖然無法得知克勞確實支付馬克學費的總金額，但按照學院的公開收費列表推斷四年間的學費超過十五萬美元。托馬斯的收受利益申報資料顯示他曾從其他友人「Earl & Louise Dixon」獲取過五千美元用來資助馬克學費的禮金，但並沒有申報克勞資助的份額。
托馬斯並沒有按《官職人員道德法案》的要求申報以上大部分的利益授受，該法案成立於水門事件之後規定所有大法官、法官、國會職員和聯邦公務員申報所有或獲贈予的禮物，另外其中一項聯邦申報法例要求聯邦公職人員申報超過一千美元的地產交易，托馬斯同樣沒有按法律要求申報母親祖屋被克勞收購，為此托馬斯被指收受克勞的利益輸送並作出符合保守派利益的裁判。

## 相關影視
- 關鍵判決 (電影)（英语：Confirmation (film)）
- 安妮塔·希爾